# Motor Klassik
Die Motor Klassik ist das Oldtimer-Magazin von auto motor und sport im Verlagshaus Motor Presse Stuttgart. 

## Geschichte und Allgemeines
Die Idee und das Konzept von Motor Klassik stammten vom damaligen Redaktionsdirektor der Motor Presse Stuttgart Ferdinand Simoneit. Die Zeitschrift erschien erstmals im Jahr 1984. Von der ersten Ausgabe wurden nach Angaben des damaligen Chefredakteurs rund 50.000 Exemplare verkauft. Zugleich verzeichnete die Zeitschrift gleich zu Beginn 2000 Abonnenten.
Die Motor Klassik hat eine vertriebene Auflage von rund 65.605 Exemplaren (Stand: IVW Q4/2017).

## Chefredakteure
- Dirk-Michael Conradt (1984–1993)
- Mike Riedner (1993–1995)
- Bernd Ostmann (1996–2001)
- Bernd Wieland (2001–2004)
- Malte Jürgens (2004–2011)
- Hans-Jörg Götzl (seit 2011)